# Йоже Пучнік
Йоже Пучнік (словен. Jože Pučnik; нар. 9 березня 1932, Чрешнєвець, Словенська Бистриця — пом. 11 січня 2003, Німеччина) — словенський інтелектуал, соціолог і політичний діяч. Під час комуністичного режиму Йосипа Броз Тіто, Пучнік був одним з найбільш відвертих словенських критиків диктатури і відсутності громадянських свобод в Югославії. Провів у в'язниці в цілому сім років, пізніше відправлений на заслання. Після повернення до Словенії в кінці 1980-х років, він став лідером Демократичної опозиції Словенії, платформи демократичних партій, яка перемогла комуністів на перших вільних виборах у 1990 році і ввела демократичну систему і ринкову економіку в Словенію. Він також вважається одним із батьків незалежності Словенії від Югославії.